# Blaesoxipha unicolor
Blaesoxipha unicolor är en tvåvingeart som först beskrevs av Villeneuve 1912.  Blaesoxipha unicolor ingår i släktet Blaesoxipha och familjen köttflugor.
Artens utbredningsområde är Ungern. Inga underarter finns listade i Catalogue of Life.